# حمیدعلی پناهی شریف
حمیدعلی پناهی شریف سیاست‌مدار ایرانی بود، که در  دوره بیست و سوم  به‌عنوان نماینده میانه در مجلس شورای ملی حضور داشت.